# Robert Gale
Robert Gale, conhecido como Bob Gale (2 de abril de 1925 — março de 1975), foi um jogador norte-americano de basquete profissional. Foi selecionado pelo St. Louis Bombers como a sétima escolha geral no draft da BAA (hoje NBA) em 1948.